# Gare d'Ollioules - Sanary

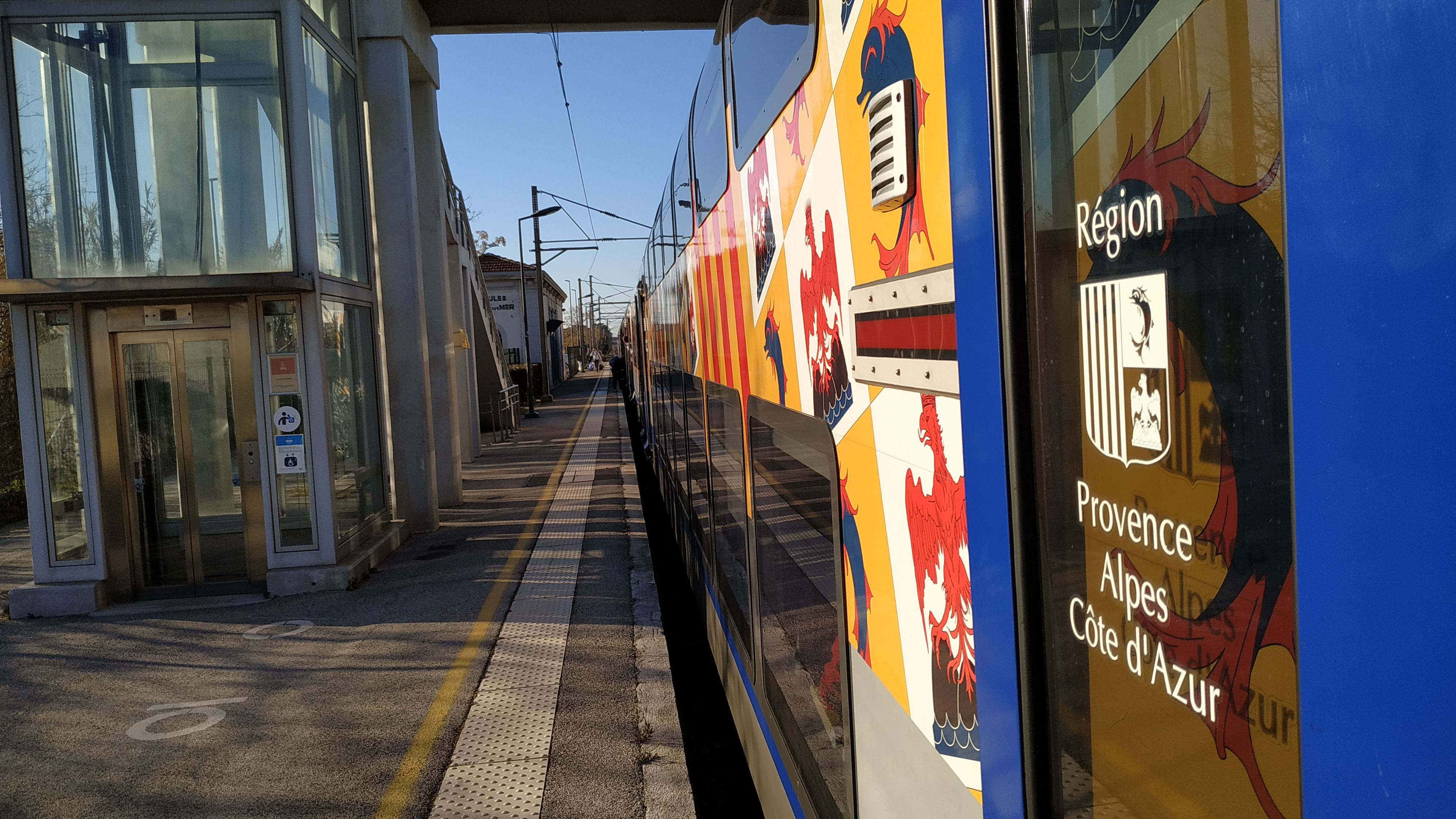
Un TER en gare d'Ollioules

La gare d'Ollioules - Sanary est une gare ferroviaire française de la ligne de Marseille-Saint-Charles à Vintimille (frontière), située sur le territoire de la commune d'Ollioules, à proximité de Sanary-sur-Mer, dans le département du Var en région Provence-Alpes-Côte d'Azur.
C'est une gare de la Société nationale des chemins de fer français (SNCF), desservie par des trains express régionaux TER Provence-Alpes-Côte d'Azur.

## Situation ferroviaire
Établie à 17 mètres d'altitude, la gare d'Ollioules - Sanary est située au point kilométrique (PK) 57,472 de la ligne de Marseille-Saint-Charles à Vintimille (frontière), entre les gares de Bandol et de La Seyne - Six-Fours.

## Service des voyageurs

### Accueil
Gare SNCF, elle dispose d'un bâtiment voyageurs, avec guichet, ouvert tous les jours. Elle est équipée d'automates pour l'achat de titres de transport et d'afficheurs légers numériques sur chaque quai pour les prochains départs et informations conjoncturelles (travaux, perturbations...).

### Desserte
Ollioules - Sanary est desservie par les trains TER Provence-Alpes-Côte d'Azur (lignes de Marseille aux Arcs - Draguignan en passant par Toulon et de Marseille à Hyères en passant par Toulon).

### Intermodalité
Un parking pour les véhicules est aménagé. 